# Copándaro (kommun)
Copándaro är en kommun i Mexiko.   Den ligger i delstaten Michoacán de Ocampo, i den södra delen av landet, 230 km väster om huvudstaden Mexico City.
Följande samhällen finns i Copándaro:
- Copándaro de Galeana
- El Nispo
- Cañada de la Yerbabuena
- Wenceslao Victoria Soto
- Congotzio
- El Fresno